# Palazzo Straniero (Barletta)
Palazzo Straniero, oggi conosciuto come Palazzo Picardi, è un edificio ottocentesco della città di Barletta. 
È posizionato nella parte moderna del centro, subito dopo Piazza Caduti.

## Storia
Ha ospitato dal 1899 al 1947 la Regia Cantina  Sperimentale di Barletta, fondata con regio decreto nel 1872. 
Divenuta nel 1967 Sezione Operativa Periferica dell’Istituto Sperimentale per l’Enologia di Asti, ha smesso di esistere nel 2015, venendo assorbita dal CREA - Consiglio per la ricerca in agricoltura e l'analisi dell'economia agraria. 
Nei primi decenni del '900 il Palazzo venne acquistato dalla famiglia Picardi,  titolari di una ditta specializzata nella produzione di botti e tini di grande capacità per la mostificazione.

## Descrizione
Esterno

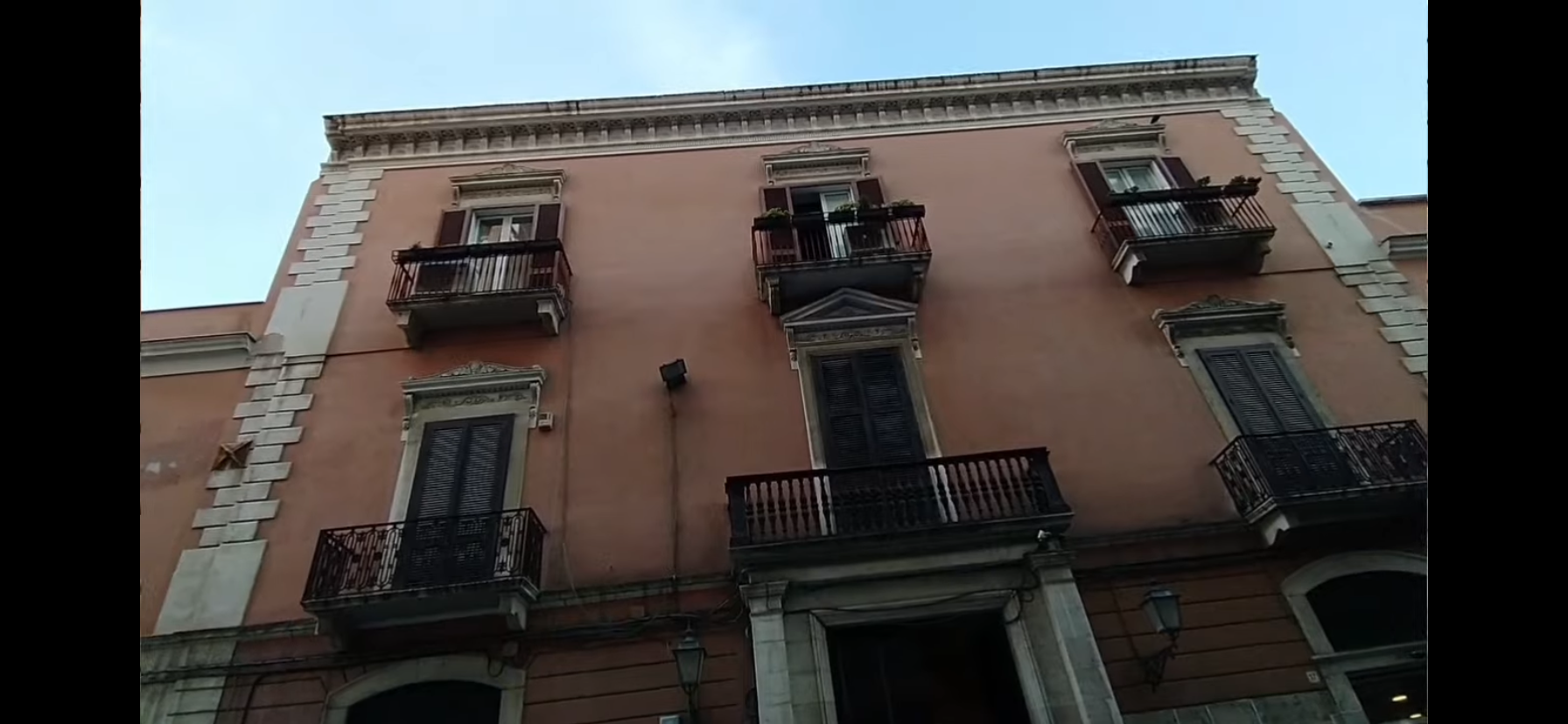

Il Palazzo si compone di ben 21 finestre e di circa 15 balconi. Le decorazioni sono minime. Svetta sul tetto un lucernario novecentesco.
 Interno 
L'entrata è composta da una piccole corte, con scalinata centrale e finestre che si aprono sulla parte esterna.
Le decorazioni richiamano uno stile neoclassico.
Lo stabile è interamente privato e gli spazi si suddividono in commerciali e residenziali.